# 秃发覆龙
秃发覆龙（?—?），南凉宗室，河西鲜卑秃发思复鞬的孙子，是南凉国王秃发乌孤、秃发利鹿孤、秃发傉檀的侄子，秃发俱延的儿子。
南凉灭亡后，西秦乞伏炽磐杀死秃发傉檀、秃发虎台父子。秃发覆龙和秃发傉檀的其他儿子秃发保周、秃发破羌，秃发利鹿孤的孙子秃发副周，秃发乌孤的孙子秃发承钵，都逃奔北凉河西王沮渠蒙逊，很久后，又投奔北魏。北魏封秃发保周为张掖王，秃发覆龙为酒泉公，秃发破羌为西平公，秃发副周为永平公，秃发承钵为昌松公。